# Ileana Constantinescu
Ileana Constantinescu (n. 30 mai 1929, Comani, România – d. 24 mai 2018, București, România) a fost o cântăreață română de muzică populară.

## Debutul și activitatea artistică
În 1951 o echipă de specialiști de la Institutul de Folclor din București ajunge în satul artistei cu scopul de a identifica noi talente artistice din mediul rural pentru concursurile inter-comunale, inter-raionale și inter-regionale din acel an. Este remarcată de folcloristul Constantin Prichici. Interpreta câștigă premiul I pe regiune (Regiunea Teleorman) și premiul al II-lea pe țară.
În vara anului 1952 efectuează primele înregistrări la Societatea Română de Radiodifuziune, în număr de cinci: „Busuioc, floare cătată”, „Dunăre, Dunăre”, „I-auzi, mândro, pițigoiul”, „Marioară de la munte”, „Plin e codrul de voinici”. A avut drept acompaniament orchestra condusă de Ionel Banu. La 3 august 1952 i se difuzează pentru prima dată piesele, dată ce semnifică debutul radiofonic al artistei.
În perioada 1951-1956 înregistrează peste 200 de cântece la Institutul de Folclor.
Urmează cursurile Liceului de Muzică din București, în perioada 1954-1958, la clasa de canto popular, unde le are profesoare pe Elisabeta Moldoveanu și Maria Tănase. I-au fost colegi Victoria Darvai, Natalia Șerbănescu, Natalia Gliga și Benone Sinulescu.
A efectuat numeroase turnee în țară și a colaborat cu orchestrele și ansamblurile: „Taraful Gorjului” – Târgu-Jiu („Doina Gorjului” de mai târziu), „Doina Argeșului” – Pitești, „Doina Olteniei” – Craiova, „Doina Ilfovului” – București, „Brâulețul” – Constanța, „Rapsodia Română” – București, „Flacăra Prahovei” – Ploiești.
Pe 23 septembrie 2004 a avut loc, la Studioul de concerte „Mihail Jora”, spectacolul „Ileana Constantinescu la 75 de ani”, în cadrul căruia au fost invitați să cânte colegii de scenă ai artistei: Angela Moldovan, Petre Săbădeanu, Tita Bărbulescu, Natalia Șerbănescu, Angela Buciu, Floarea Calotă, Florentina Vlad etc.

## Distincții
- 2002 – Medalia Națională „Serviciul Credincios”, clasa a III-a
- 2004 – Ordinul „Meritul Cultural”, grad de Cavaler.[3]

## Recunoaștere
Din 2002, Casa de Cultură din Drăgănești-Olt poartă numele artistei. Pe lângă multe alte festivități, aici se desfășoară în fiecare an Festivalul-concurs național de doine și balade „De la Drăgănești la Vale”. Denumirea festivalului reprezintă titlul unui cântec din repertoriul interpretei.